# Tat'jana Iosifovna Markus
Tat'jana Iosifovna Markus (in russo Татьяна Иосифовна Маркус?, in ucraino Тетяна Йосипівна Маркус?, Tetjana Josypivna Markus; Romny, 21 settembre 1921 – Kiev, 29 gennaio 1943) è stata una partigiana sovietica combattente nella resistenza antinazista a Kiev.

## Biografia
Tat'jana Markus nacque a Romny nel 1921 in una famiglia ebrea. Poco dopo la sua nascita la famiglia si trasferì a Kiev dove Tat'jana si diplomò. A diciassette anni iniziò a lavorare nelle ferrovie nazionali e nel 1940, a Chișinău, lavorò in una società di tram.

### Impegno nella resistenza
Quando nel 1941 Kiev venne occupata dalle truppe naziste con un attacco sanguinoso, lei rientrò in città e iniziò la sua partecipazione clandestina alla lotta contro l'esercito invasore del III Reich. Prese parte a vari attentati e si nascose sotto falsa identità, spacciandosi come figlia di un nobile principe giustiziato dai bolscevichi. Riuscì così a farsi assumere in un circolo ufficiali tedesco e, avvelenando il cibo che veniva servito, causò la morte di vari ufficiali senza farsi scoprire. Continuò poi eliminando un informatore della Gestapo e sfruttò anche la sua bellezza per sedurre, uccidendoli, altri militari tedeschi.

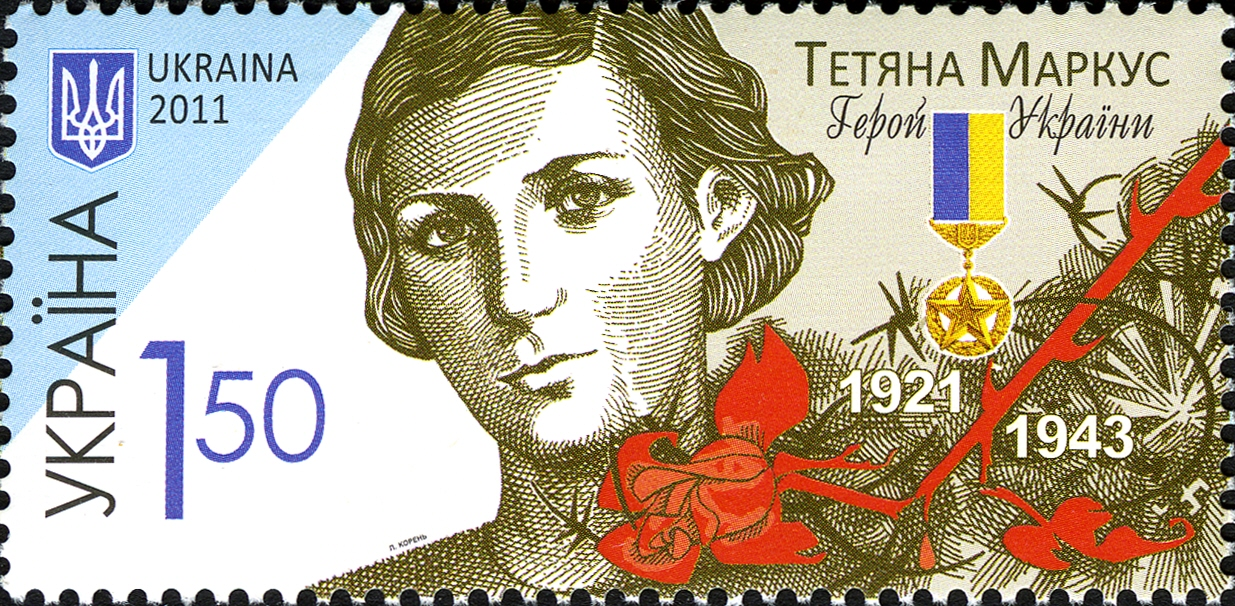
Francobollo commemorativo per Tetjana Markus emesso nel 2011 dalle poste dell'Ucraina

Durante un'azione, nella quale sparò ad un tedesco, lasciò un suo messaggio di minaccia alle truppe di occupazione rischiando di farsi scoprire.

### Cattura e fucilazione
Il comando della resistenza in Ucraina decise di spostarla per proteggerla ma, mentre stava iniziando a muoversi, gli agenti della Gestapo la catturarono il 22 agosto 1942.
La rinchiusero in carcere per cinque mesi, la sottoposero a torture per ottenere da lei informazioni o i nomi di altri compagni, inutilmente. Venne fucilata il 29 gennaio 1943 a Kiev. Non aveva ancora compiuto ventidue anni.

## Riconoscimenti

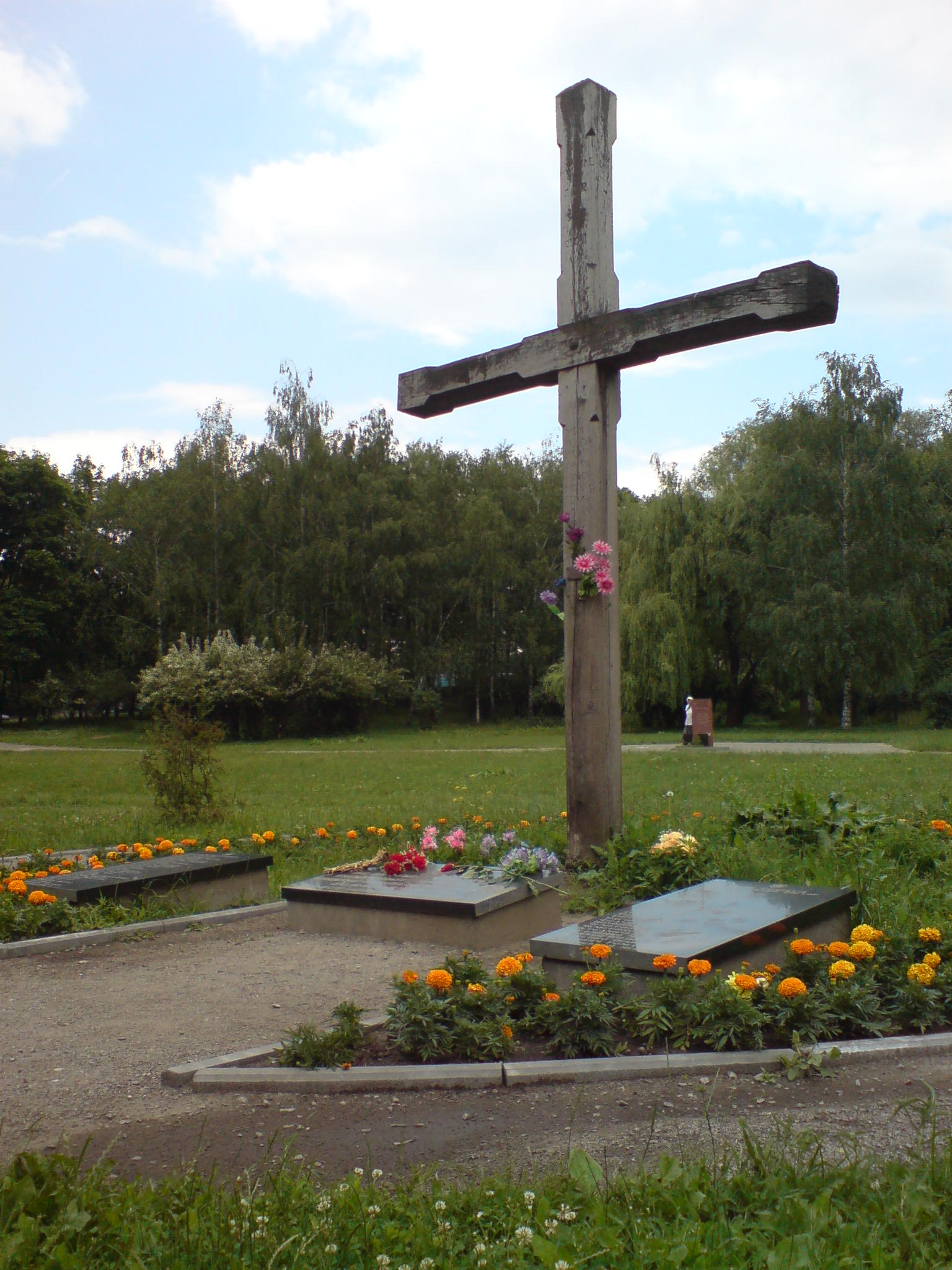
Monumento a Tat'jana Markus

Fu riconosciuta Eroe dell'Ucraina e il dicembre 2009 venne inaugurato dalle autorità di Kiev a Babij Jar un monumento alla sua memoria. Oltre alla Medaglia di Eroe dell'Ucraina le furono assegnate, alla memoria, altre due onorificenze:
- la Medaglia del partigiano della grande guerra patriottica;
- la Medaglia per la difesa di Kiev.